# Nacimiento del Nuevo Mundo
El Nacimiento del Nuevo Mundo, conocido popularmente como la estatua de Colón, es una escultura de 110 metros de altura que se encuentra en la costa atlántica de Arecibo. Fue finalizada en 2016. Se trata de la escultura más grande de América.

## Historia
Fue diseñada por el escultor ruso de origen georgiano Zurab Tsereteli para conmemorar el 500 aniversario del primer viaje a América. La estatua muestra a Cristóbal Colón con un timón y de fondo representaciones de las tres carabelas: la Niña, la Pinta y la Santa María, atravesando el océano Atlántico. Tsereteli ofreció el monumento a las ciudades de Baltimore, Fort Lauderdale, Miami, Nueva York y Columbus (Ohio), pero ninguna lo aceptó por considerarla demasiado grande. A la estatua se la apodó despectivamente como «Chris Kong» y «De Rusia con Ugh» mientras buscaba un emplazamiento.
En 1998, Edwin «Amolao» Rivera Sierra, alcalde del municipio de Cataño en Puerto Rico, decidió adquirir el monumento. A pesar de haber sido donada por Tsereteli, el coste de importar la estatua fue de 2,4 millones de dólares, todo lo cual fue asumido del tesoro público con la aprobación del gobernador Pedro Rosselló.
La altura del monumento planteó preocupaciones de interferencia con el tráfico aéreo del cercano Aeropuerto Internacional Luis Muñoz Marín. Finalmente, la autoridad portuaria de Puerto Rico negó al municipio de Cataño los permisos necesarios para continuar, citando «preocupaciones de seguridad». El gobierno central decidió dejar de proporcionar fondos para el proyecto. Las piezas sin ensamblar permanecieron almacenadas cerca de la Bahía de Cataño durante varios años. El sucesor de Rivera Sierra, Wilson Soto, declaró que el municipio no invertiría fondos públicos en el proyecto. En este momento, algunas de las piezas comenzaban a mostrar signos de oxidación, y el almacenamiento de las piezas costaba 1,6 millones de dólares al año, sin incluir los salarios de varios guardias de seguridad.
El municipio también perdió un ingreso estimado de 200 000 dólares que el parque recreativo habría proporcionado si estuviera abierto al público. El costo total del proyecto se volvió a estimar debido a la necesidad de reemplazar varias partes y algunas de las estructuras de acero de soporte, reparar el daño por exposición y la necesidad adicional de un procedimiento de chorro de arena. A principios de 2005, Tseretelli comenzó a buscar desarrolladores que se hicieran cargo del proyecto. Sin embargo, estos esfuerzos fueron interrumpidos por Soto, quien consideró que el simple montaje de la estatua no era suficiente para atraer el turismo. Sugirió que se necesitaría desarrollar toda el área.
El 16 de agosto de 2008, el municipio confirmó que el Nacimiento del Nuevo Mundo había sido transferido a Holland Group Port Investment (HGPI), un grupo privado que participó en el desarrollo del Puerto de Mayagüez. Soto justificó la acción alegando que simplemente almacenar las piezas le estaba costando al tesoro público 4 millones de dólares, y que Cataño no podía permitirse un proyecto que excedería los 100 millones de dólares.
HGPI no pudo cumplir su plan a tiempo, citando desinterés por el gobierno municipal, y la estatua fue reasignada para un proyecto diferente. Arecibo se convirtió en un favorito, y el alcalde Lemuel Soto comenzó el proceso de permiso para un proyecto que combinaría la estatua con otras atracciones, como el Observatorio de Arecibo. Sin embargo, el municipio se enfrentó a competencia; el representante David Bonilla Cortés solicitó que se ensamblara la estatua en Isla Desecheo y el nuevo alcalde electo de Cataño, José Rosario, propuso usar la estatua como parte de un parque ecológico que se construiría en la región pantanosa de Ciénaga las Cucharillas. San Juan también consideró tentativamente el proyecto, pero perdió interés debido a la condición de las piezas. Finalmente, Tseretelli decidió que era «demasiado tarde» para considerar otros lugares y se decidió por Arecibo. Sin embargo, una vez allí, el monumento enfrentó más controversia, esta vez por activistas que condenaron el papel de Colón en abrir la puerta al genocidio de los pueblos indígenas por europeos y por grupos que se opusieron a su impacto en la zona marítimo-terrestre.
En junio de 2012, las primeras piezas comenzaron a llegar al barrio Islote en Arecibo. La estatua se convirtió en la atracción principal de un proyecto turístico llamado Parque Temático Colón (Columbus Theme Park y más tarde renombrado Terravista ParkLand), desarrollado por Pan American Grain, que la administración esperaba produciría 4,6 millones de dólares en ingresos por año y que contrataría a 900 nuevos empleados. La inversión de montaje ahora se estimó en 98 millones, con solo la reclasificación de la zona que impidió el avance del proyecto. Este proceso se completó en enero de 2013. El 11 de febrero de 2014, un movimiento taíno contemporáneo, llamado Movimiento Indígena Jíbaro Boricua, se unió a otras facciones anticolombinas en protesta por el inminente montaje del monumento.
El monumento sobrevivió al paso del huracán María, de categoría 4, en septiembre de 2017 sin daño estructural. Sin embargo, la infraestructura adyacente se vio gravemente afectada. La remodelación de la casa de la playa (que se espera que albergase el centro de visitantes), así como la construcción de nuevas carreteras, un aparcamiento y una plaza se detuvieron. Los esfuerzos de reforestación en el área fueron revertidos completamente después de que los vientos diezmasen la flora. Estos desarrollos obligaron al arquitecto Roberto Alsina a retrasar el cronograma y reconsiderar las estrategias, mientras trabajaba para reparar el daño en el área que albergaría el Terravista ParkLand.

### Tsereteli et al contra González Freyre et al
El 14 de marzo de 2019 Tsereteli demandó al promotor González Freyre, a Pan American Grain y a Columbus Park Corporation, alegando que los acuerdos previos no se habían cumplido ya que a la corporación del escultor -Birth of New World LLC- no se le había reembolsado una inversión de 17 millones de dólares (por el traslado de Mayagüez a Arecibo) ni se había recibido la propiedad de los terrenos. Este conflicto obstaculizó los planes de que abriese completamente al público y llevó al municipio a cambiar las fechas de la inauguración formal en múltiples ocasiones. Se dijo que Tsereteli estaba contento con la visibilidad obtenida por el monumento y no le preocupaba la posibilidad de que permaneciera cerrado por el momento.
Durante un año, comenzando cuando se firmó un contrato en noviembre de 2013, ambas partes discutieron la transferencia de entre 766 yardas (701 m) y 866 yardas (792 m) de la parcela a una entidad de elección del autor. Sin embargo, González Freyre afirma que Tsereteli no volvió a discutir el asunto hasta que emitió una advertencia a fines de 2018, después de más de un año sin comunicación, y que el artista ruso no hizo caso de los intentos de mediación.
 El desarrollo del Terravista ParkLand aún no había comenzado después de los retrasos del huracán y se espera que tarde hasta cinco años.

## Datos[20]
- Altura de la escultura = 81,7 m
- Altura de la base de bronce: = 23,8 m
- Altura de la estatua de Colón = 28,6 m
- Altura de la estructura de la vela: 56 m
- Peso = 6500 toneladas